# Cầu Thị Nghè

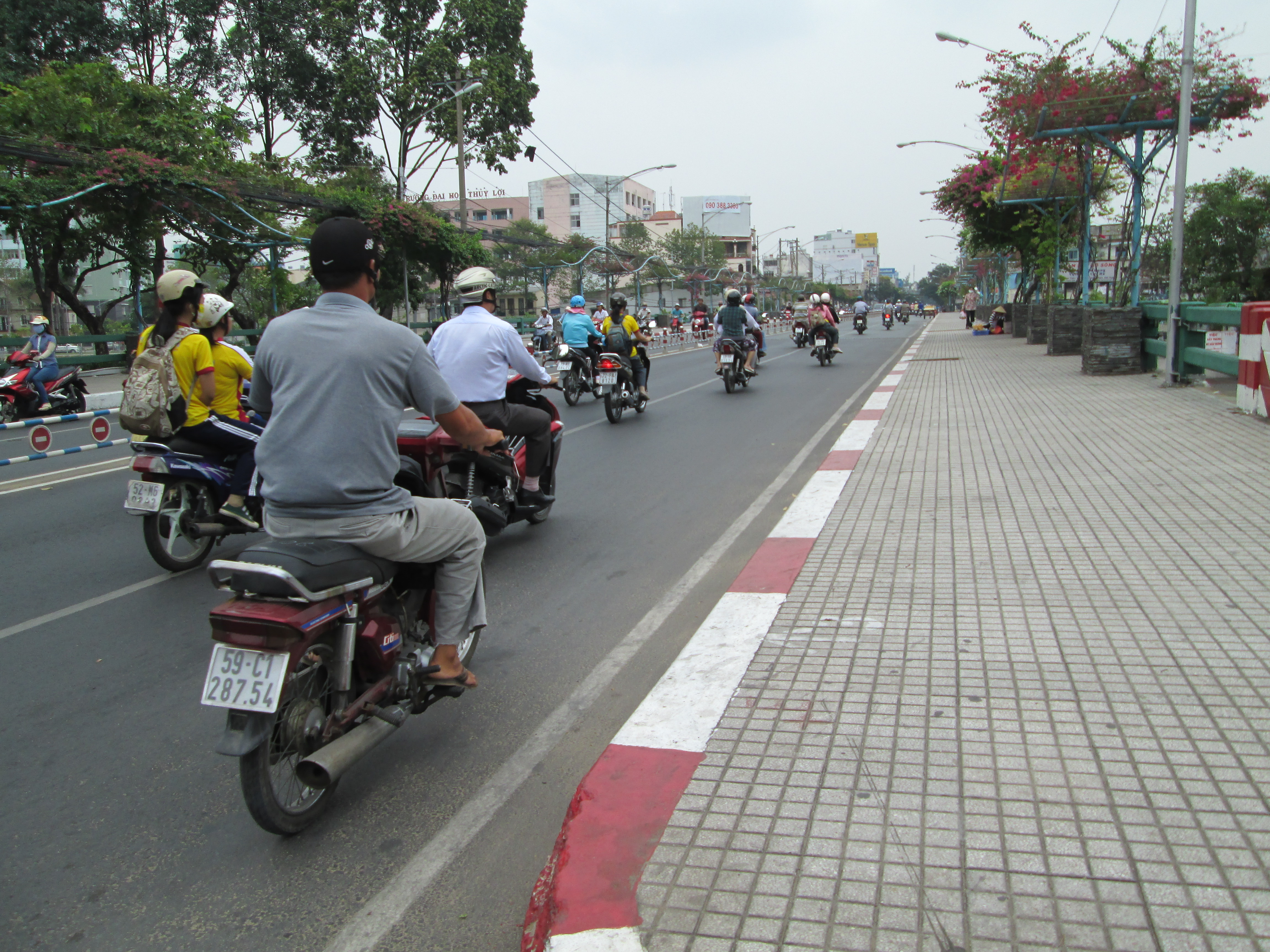
Cầu Thị Nghè nhìn từ phía quận 1

Cầu Thị Nghè là cây cầu bắc qua rạch Thị Nghè (đoạn gần hạ lưu đổ vào sông Sài Gòn), nối đường Nguyễn Thị Minh Khai thuộc Quận 1 với đường Xô Viết Nghệ Tĩnh thuộc quận Bình Thạnh. Cầu có chiều dài 105,2 mét, rộng 17,6 mét. Có dải phân cách giữa 4 làn xe chạy. Cầu xưa kia do bà Nguyễn Thị Khánh, con gái quan khâm sai Nguyễn Cửu Vân xây để chồng tiện đường qua Sài Gòn làm việc. Chồng bà chỉ là thư ký, không rõ đã đạt đỗ gì, nhưng đương thời gọi là ông Nghè (tức đã đỗ Tiến sĩ), nên nhân dân gọi bà là Bà Nghè. Từ giữa thế kỷ 19, cầu được gọi là cầu Thị Nghè. Đến năm 1970, cầu được xây mới bằng xi măng cốt thép.
Trong suốt giai đoạn Chiến tranh Việt Nam, nơi đây đã diễn ra nhiều trận đánh ác liệt. Ngày 29 tháng 9 và 17 tháng 10 năm 1945, nhiều trận giao tranh đã nổ ra trên cầu Thị Nghè giữa lực lượng cách mạng và quân đội Pháp sau khi họ quay trở lại đánh chiếm Sài Gòn. Trận đánh đã gây thiệt hại nặng cho binh lính Pháp.
Trong một vài năm trở lại đây, hoạt động đón khách của gái mại dâm trên cầu diễn ra khá nhộn nhịp. Mặc dù chính quyền thành phố đã có nhiều đợt truy quét nhưng tình trạng bắt khách trên cầu vẫn thường xuyên xảy ra..
Vào 14 giờ ngày 17 tháng 11 năm 2009, một chiếc xà lan chở những thanh kè phục vụ cho dự án Vệ sinh Môi trường lưu vực Nhiêu Lộc - Thị Nghè đã đâm và kẹt dính vào gầm cầu, làm đà ngang cầu Thị Nghè bị nứt, cong và đội thân cầu lên 3 cm. Nguyên nhân được xác định là do nước thủy triều lên quá nhanh khiến cho dây cáp neo giữ chiếc xà lan nằm cách đó khoảng 100 m bị đứt. Ngay sau khi vụ việc xảy ra, cầu đã được phong tỏa để khắc phục sự cố và ngay lập tức làm tắc nghẽn giao thông khá nghiêm trọng. Các phương tiện giao thông đã phải chuyển hướng lưu thông sang các tuyến đường khác như: Nguyễn Hữu Cảnh, Điện Biên Phủ.

## Cầu Thị Nghè 2
Cầu Thị Nghè 2 bắc qua kênh Nhiêu Lộc – Thị Nghè. Nằm trên trục đường Nguyễn Hữu Cảnh nối quận 1 với quận Bình Thạnh. Cầu có 10 làn xe và dải phân cách ở giữa chạy 2 chiều.